# Paddy Skerritt
Patrick Joseph Skerritt Skerrit (Lahinch, 29 mei 1926 - 21 november 2001) was een golfprofessional uit Ierland.
Paddy Skerritt kwam uit een groot gezin, hij had zeven broers. Twee van hen werden net als Paddy clubprofessional. Hij heeft regelmatig gecaddied in zijn jongere jaren, onder anderen voor Joe Carr.
Paddy Skerritt werd in 1963 clubprofessional op de St Anne's Golf Club op het eiland Bull in de Baai van Dublin. Het was een onbekende 9 holesbaan die al gauw bekendheid kreeg door de successen van hun nieuwe clubpro. Paddy speelde en won veel toernooien, vooral in eigen land.
Hij speelde vijf keer in het Brits Open, waarbij hij alleen in 1968 vier rondes speelde. Tot het midden van de derde ronde stond hij aan de leiding, later eindigde hij op de 18de plaats.
In 1970 won hij de derde en laatste editie van het Alcan Open. Om te winnen moest hij een putt van bijna twee meter maken en dat lukte. Hij verdiende £3000, een bedrag dat nog nooit door een Ierse golfer in Ierland was gewonnen.
Paddy Skerritt overleed op 75-jarige leeftijd.

## Gewonnen o.a.
Nationaal
- 1967: Southern Ireland Championship
- 1968: Southern Ireland Championship
- 1970: Southern Ireland Championship, Irish Matchplay
- 1973: Kerrygold Championship
- 1977: Irish PGA Championship
- 1978: PGA Seniors Championship op Cambridgeshire Moat House Hotel
- 1980: PGA Seniors Championship op Gleneagles

Internationaal
- 1970: Alcan Open op Portmarnock

Er is een boek over hem geschreven door Lambert M en Susan F Surhome, Lambert M Timpledon en Miriam T Marseken (ISBN 6132029737)